# Старе місто (Шарм-еш-Шейх)
27°51′55.54″ пн. ш. 34°17′41.97″ сх. д. / 27.8654278° пн. ш. 34.2949917° сх. д.

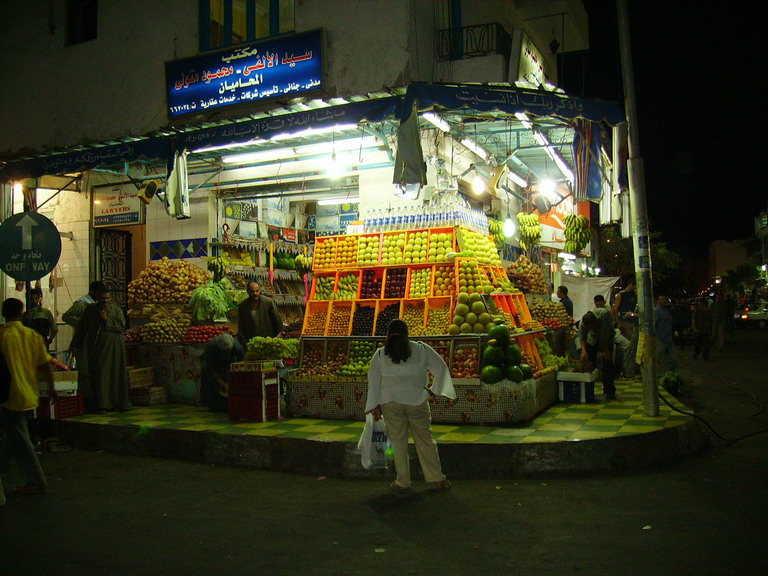
Ринок Старе Місто — одне з популярних місць шопінгу серед туристів

Історично (як і випливає з назви) — один з найстаріших районів міста Шарм-еш-Шейх.

## Географічне положення
Розташовується на південно-західній околиці Шарм-еш-Шейха, у районі бухти Шарм-ель-Мая. У районі Старого міста є порт і виїзд на трасу загальнодержавного значення з прикордонним контролем.

## Суспільно значимі об'єкти
Старе місто має безпосередній вихід до моря (бухта Шарм-ель-Мая), безліч приватних (private beach) і суспільних (public beach) пляжів, на території Старого міста розташовані деякі готелі, крім того — у бік порту (місце стоянки більшості яхт в Шарм-еш-Шейху) ведеться планове будівництво нових об'єктів.

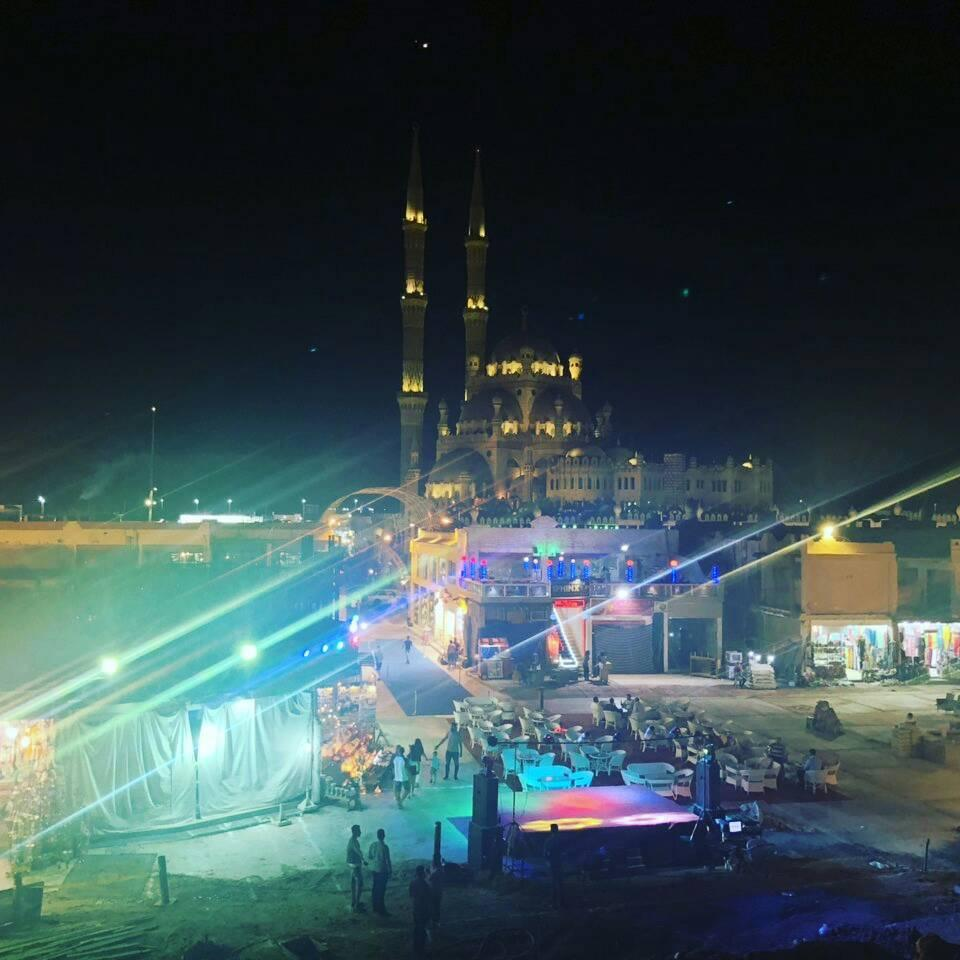

У Старому місті, крім готелів і пляжів, є відомий усім, хто хоча б раз побував на цьому курорті, великий східний базар «Old Market». Як і скрізь у місті — безліч ресторанів, магазинів, розважальних комплексів. Життя в Старому місті не зупиняється ні вдень, ні вночі.
Два входи в базар влаштовані у вигляді великих воріт у давньоєгипетському стилі з малюнками на відповідні теми. Над базаром, з напряму від району Хадаба, височить популярна серед туристів, кам'яна скеля що має водоспади, гірські стежки і вечірню підсвітку.
Поруч зі Старим містом розташовується великий ботанічний сад (магазин-розплідник), від якого бере початок центральна вулиця Peace Road, що з'єднує між собою все узбережжя Шарм-еш-Шейха.
Крім туристичних об'єктів — парк, автостанція, офіс таємної поліції. Добудовується найбільша в місті мечеть.
Майже всі вивіски продубльовані російською мовою, якою також трохи говорить персонал торгових, харчових і туристичних точок. У ряді невеликих магазинів і точок на ринку приймають українські гривні.